# Forstens regenbooglori
Forstens regenbooglori (Trichoglossus forsteni) is een lori uit de familie Psittaculidae (papegaaien van de Oude Wereld). De wetenschappelijke naam is een eerbetoon aan Eltio Alegondas Forsten (1811–1843).

## Kenmerken
Het is een contrastrijke versie van de regenbooglori. Het donkerblauw op de kop contrasteert sterk met het lichtgroen van de nek net als het diepblauw en rood op de buik en de borst.

## Leefwijze
Deze vogelsoort heet in het Engels de Sunset Lorikeet en wordt ook wel beschouwd als een ondersoort van de regenbooglori (T. haematodus forsteni) waar hij in uiterlijk en gedrag erg op lijkt.  

## Verspreiding en leefgebied
Deze soort komt oorspronkelijk alleen voor op de eilanden Bali, Lombok, Soembawa, Tanahjampea en Kalaotoa (tussen Sulawesi en Flores). De vogel komt voor in regenwoud en uitgekapt (secundair) bos en in aangeplant bos.
De soort telt vier ondersoorten:
- T. f. djampeanus: Tanahjampea.
- T. f. stresemanni: Kalaotoa.
- T. f. mitchellii: Bali en Lombok.
- T. f. forsteni: Soembawa.

## Status
De vogel was niet zeldzaam op Soembawa, maar in 2016 werd deze populatie geschat op minder dan 1000 volwassen vogels. Kleinere populaties komen voor op de kleinere eilanden. In 2016 werd de totale populatie geschat op een waarde tussen de 1600 en 7000 volwassen vogels. In 2014 werd deze lori als gevoelig op de Rode Lijst van de IUCN geplaatst en in 2016 werd de status kwetsbaar. De populatie wordt bedreigd door gerichte vangst van levende vogels voor de siervogelhandel en door houtkap.